# Aglaopus innotata
Aglaopus innotata är en fjärilsart som beskrevs av W. Warren 1904. Aglaopus innotata ingår i släktet Aglaopus och familjen Thyrididae. Inga underarter finns listade i Catalogue of Life.